# Santa Iria de Azoia, São João da Talha e Bobadela
Santa Iria de Azoia, São João da Talha e Bobadela (oficialmente: União das Freguesias de Santa Iria de Azoia, São João da Talha e Bobadela) é uma freguesia portuguesa do município de Loures, com 17,59 km² de área e 44 453 habitantes (censo de 2021). A sua densidade populacional é 2 527,2 hab./km².

## História
Foi constituída em 2013, no âmbito de uma reforma administrativa nacional, pela agregação das antigas freguesias de Santa Iria de Azoia, São João da Talha e Bobadela. A sua sede localiza-se na antiga freguesia de Santa Iria de Azóia, a maior e mais povoada das três.
Em termos territoriais, a nova freguesia recobre a área da antiga freguesia de Santa Iria de Azóia entre 1916 (data em que a vizinha Póvoa de Santa Iria foi autonomizada) e 1939 (data em que a freguesia de São João da Talha, que então ainda incluía o território da Bobadela, e que andava anexa à de Santa Iria desde 1895, foi novamente autonomizada).

## Património[4]
- Bairro de Casas Económicas de Sacavém
- Bairro Operário da Fábrica Covina
- Casa da Quinta da Maçaroca
- Castelo de Pirescoxe / Quinta do Castelo
- Convento de Pirescoxe / Convento de Nossa Senhora da Conceição de Azóia
- Cooperativa-Lar dos Operários de Máquinas da Junta Autónoma das Estrada (JAE)
- Espaços verdes do Bairro Oliveira Salazar / Espaços verdes do Bairro do Pessoal da Sacor / Bairro da Bobadela
- Fábrica Covina
- Igreja Paroquial de Santa Iria de Azóia / Igreja de Santa Iria
- Igreja Paroquial de São João da Talha / Igreja de São João Baptista
- Instituto de Energia Nuclear / Laboratório de Física e Energia Nucleares
- Jardins da Fábrica Imperial de Margarina FIMA / Jardins da Fábrica Unilever - Jerónimo Martins
- Palácio e Quinta de Valflores
- Ponte Ferroviária de Sacavém
- Ponte Rodoviária de Sacavém
- Quinta da Aldeia / Estação Agronómica Nacional de Sacavém / Hospital do Mar
- Quinta dos Remédios
- Quinta Grande

## Demografia
A população registada nos censos foi:
| Distribuição da População por Grupos Etários | Distribuição da População por Grupos Etários | Distribuição da População por Grupos Etários | Distribuição da População por Grupos Etários | Distribuição da População por Grupos Etários | Distribuição da População por Grupos Etários |
| -------------------------------------------- | -------------------------------------------- | -------------------------------------------- | -------------------------------------------- | -------------------------------------------- | -------------------------------------------- |
| Antes da agregação                           |                                              |                                              |                                              |                                              |                                              |
| Ano                                          | 0-14 anos                                    | 15-24 anos                                   | 25-64 anos                                   | >= 65 anos                                   | Total                                        |
| 2001                                         | 6398                                         | 6807                                         | 26148                                        | 4765                                         | 44118                                        |
| 2011                                         | 6471                                         | 4555                                         | 25488                                        | 7817                                         | 44331                                        |
| Após a agregação                             |                                              |                                              |                                              |                                              |                                              |
| Ano                                          | 0-14 anos                                    | 15-24 anos                                   | 25-64 anos                                   | >= 65 anos                                   | Total                                        |
| 2021                                         | 6165                                         | 4543                                         | 23032                                        | 10713                                        | 44453                                        |